# Batalha de Bardia
A Batalha de Bardia foi um confronto militar de três dias (3 a 5 de janeiro de 1941), travado durante a chamada "Operação Compasso". Foi a primeira grande operação conduzida na Campanha no Deserto Ocidental durante a Segunda Guerra Mundial. Esta foi a primeira batalha em que um grupamento do Exército Australiano tomou parte ativa, a primeira a ser comandada por um general australiano e a primeira a ser planejada por uma equipe também australiana. O major-general Iven Mackay, líder da 6ª divisão do exército, atacou a cidade líbia de Bardia (no leste do distrito de Butnane), que era ocupada pelo Exército Italiano, e foi apoiado por forças aéreas e navais aliadas e ainda contou com a ajuda de artilharia pesada. A 16ª Brigada de Infantaria atacou de madrugada pelo oeste, onde as defesas inimigas eram mais fracas. Sapadores abriram caminho pelo arame farpado usando tubos explosivos e tiraram outras armadilhas que estavam no local. Isso permitiu que a infantaria e mais 23 tanques Matilda II britânicos entrassem na cidade e conquistassem seus objetivos, capturando pelo menos 8 000 soldados inimigos.
Na segunda fase da operação, a 17ª Brigada de Infantaria explorou a abertura no perímetro italiano e avançou pressionado pelo sul até a linha defensiva chamada Switch. No segundo dia, a 16ª Brigada capturou o centro de Bardia, separando os defensores em duas alas. Centenas de prisioneiros foram feitos e a guarnição italiana mantinham apenas poucas posições defensáveis. No terceiro dia, a 19ª Brigada de Infantaria avançou até o sul de Bardia, apoiado por artilharia e por tanques Matilda. Mais três brigadas de infantaria aliadas avançaram cidade a dentro. Enquanto isso, os militares italianos na região norte se renderam a 16ª Brigada e a 7ª Divisão Blindada inglesa. No geral, cerca de 36 mil soldados italianos foram feitos prisioneiros. 
A vitória em Bardia permitiu que os Aliados seguissem com seu avanço pela Líbia e a eventual captura da região de Cirenaica. Esta e outras derrotas, forçaram Hitler, o ditador alemão, a autorizar uma intervenção com seu Exército no Norte da África em favor dos italianos, mudando a natureza do conflito naquela região. Bardia foi uma grande vitória Aliada que revigorou o Exército Australiano. Vendo a dificuldades que os aliados estavam tendo em adquirir material bélico por falta de dinheiro, o congresso dos Estados Unidos aprovou o programa Lend-Lease que distribuiu equipamento militar e permitiu que sua indústrias e companhias suprissem os aliados com o dinheiro do contribuinte americano.